# Ijacossus sibirica
Ijacossus sibirica is een donsvlinder uit de familie van de spinneruilen (Erebidae). De wetenschappelijke naam van de soort is voor het eerst geldig gepubliceerd in 1951 door Bekker-Migdisova.